# Jürgen Dorka
Jürgen Dorka (* 8. April 1934 in Naumburg/Saale; † 16. August 2008 in Bad Harzburg) war ein deutscher Architekt und Politiker (CDU).
Dorka wechselte nach dem Besuch der Volksschule auf das Gymnasium. Er machte eine Tischlerlehre und absolvierte erfolgreich seine Meisterprüfung zum Tischler. Im Anschluss an seine Meisterprüfung begann er ein Studium an der heutigen Fachhochschule in Hildesheim. Für Dorka folgten verschiedene Tätigkeiten in verschiedenen Architekturbüros in Düsseldorf. Seit 1965 ist er als selbständiger Architekt in Bad Harzburg tätig.
Bereits 1965 wurde er Mitglied der Jungen Union seit 1965 und seit 1968 auch der CDU. Dorka ist
Mitglied des Aufsichtsrates der Wirtschaftsbetriebe der Stadt Bad Harzburg sowie Vorstandsmitglied der „Gesellschaft zur Förderung der Harzburger Musiktage“ und letztlich auch Mitglied des Vorstandes Förderkreis für Kultur und Soziales.
Zwischen 1968 und 1972 war er Ratsherr in der Gemeinde Bündheim. Im Jahr 1972 wurde er zunächst Ratsherr und zwischen 1981 und 1986 auch Bürgermeister der Stadt Bad Harzburg. Im Jahr 1986 wurde er dann 1. stellvertretender Bürgermeister. Von 1968 bis 1974 war er zudem Kreistagsabgeordneter des Landkreises Wolfenbüttel. Von 1974 bis 1977 und erneut zwischen 1981 und 1986 wurde er in den Kreistag des Landkreises Goslar gewählt.
Er war Mitglied des Niedersächsischen Landtages der 11. bis 13. Wahlperiode.